# Real Clothes
리얼 클로즈(Real Clothes, リアル・クローズ)는 마키무라 사토루의 동명 만화를 원작으로 제작되어, 2008년 9월 16일에 스페셜이, 2009년 10월 13일부터 같은 해 12월 22일에 연속극이 방송된 카리나 주연의 드라마이다.

## 개요
칸사이 TV 기획·제작, 후지 TV 계열(TV 미야자키 제외)에서 2008년 9월 16일 (화요일) 22시 00분 ~ 23시 24분(JST)에 카리나 주연으로 방송되었다. 시청률은 12.8%.
2009년 10월 13일부터 12월 22일까지 매주 화요일 22시 00분 ~ 22시 54분(JST)에 연속극화되었고, 연속극판은 스페셜 드라마 속편이 아니다. 첫회는 22시 10분 ~ 23시 14분에 방송.
연속극의 캐치카피는 자신을 모르면, 어울리는 옷같은 건 몰라.(自分を知らなければ、似合う服など分からない。)
이 드라마에서 노세 세자매(카리나, 에레나, 노세 안나)가 처음으로 함께 출연하였다.

## 줄거리
에치젠야 백화점의 이불 매장에서 근무하는 아마노 키누에는 어느 날, 백화점의 꽃이라 불리는 여성복 매장으로의 이동 명령을 받는다. 하지만 내면을 갈고닦는 것을 소중히 여길 줄만 아는, 남들처럼 외면을 치장할 줄 모르는 키누에.
여성복 부문 통괄부장 진보 미키는 “외모가 빛나지 않는 사람은 내면도 그럭저럭”이라고 키누에를 판단하고, 키누에는 새로운 직장에서 고객, 상사, 동료를 상대하는 동안 초라한 자신의 모습을 알게된다.

## 스페셜 드라마

### 등장 인물
- 아마노 키누에 / 天野絹恵 - 가리나

에치젠야 백화점 여성 판매원. 27세. 영업 5부 이불 매장에서 근무하였고, 우수함을 인정받아 대폭적인 리뉴얼을 단행한 영업 3부 부인 3과(원작에서는 여성복)로 이동, 성인 여성복 매장에 배속된다. ‘옷은 천쪼가리’라고 생각했으나, 이동을 계기로 수수하고 평범한 자신의 외모에 눈 뜨고, 점차 옷에 대한 애착을 가지게 된다.
에치젠야가 마츠고시와 통합하게 되자 에치젠야의 리더로서 여성복 매장의 개혁을 진척시킨다.
연인 야마우치와의 관계는 양호했지만, 급속히 사이가 악화되어 헤어진다.
- 진보 미키 / 神保美姫 - 구로키 히토미

에치젠야 백화점 여성복 통괄부장. 추정 연령 55세, 前 모델이라는 등 소문이 무성한 의문스러운 인물. 지각, 변명, 맨얼굴을 싫어한다. 살롱 안 쪽의 집무실 겸 VIP 전용 피팅룸(페셰미뇽, 프랑스어로 작은 벌)을 책임지고 관리하며, 단 몇 시간만에 1,000만 엔을 벌어들이는 자칭 마술사.
마츠고시와의 통합을 계기로 키누에에게 이동에 대해 실토하고 에치젠야를 떠난다.
- 타부치 유사쿠 / 田淵優作 - 니시지마 히데토시

에치젠야 특선 여성복 매장 직원이자, 치프 바이어 부인 3과 과장(원작에서는 미키의 부하인 카리스마 바이어). 이동한지 얼마 안 된 키누에를 “원숭이”이라고 부르는 등 최악의 인상을 심는다. 예술대학 졸업 후 뉴욕의 공과대 복식과를 수석으로 졸업한 브레인.
- 하야시씨 / 林さん - 마노 유코

“판매가 좋다.”는 말로 입사한 영업 3부 선배. 키누에의 상담상대이자 동경의 대상. 스마트한 겉모습과는 달리 대식가이다.
- 사사키 료 / 佐々木凌 - 가토 나쓰키

여성복 매장 계약 사원. 우수한 세일즈맨이며, 하고 싶은 말은 직구로 하는 타입. 옷에 일가견이 없는 키누에의 접객 태도에 이것저것 충고를 하고, 발주 회의 이후 키누에의 동경의 대상이 된다.
- 시라카와 니콜라 부케 / 白川・ニコラ・ブーケ - 기카와다 마사야

상품부 어시스턴트 바이어. 모로코에서 태어난 일불 혼혈.
- 야마우치 타츠야 / 山内達也 - 다카오카 소스케

키누에의 9년 연인. 자동차 딜러.
- 기무라 미즈호 / 木村 瑞穂 - 노세 안나

미키의 치프 어시스턴트. 미키의 오른팔.
- 에노모토 미치루 / 榎本 ミチル - 에레나

키누에의 고객.
- 모리 나츠코 森 奈津子 - 아시나 세이

키누에가 일하던 이불매장 동료.
- 하나다 히토미 / 花田 瞳 - 미나미 아키나

키누에가 일하던 이불매장 후배.
- 히비야 시노부 / 日比谷 しのぶ - 이토 유코

핸드 메이드 브랜드 ‘베이게’ 디자이너.
- 하야시 요코 / 林 陽子 - 마노 유코

부인복 매장 치프.
- 호시노 사유리 / 星野 さゆり - 구보타 마키

부인복 매장 판매원. SML 시스터즈의 L.
- 사카노 유카리 / 坂野 ゆかり - 마에하라 에리

부인복 매장 판매원. SML 시스터즈의 M.
- 야노 카오리 / 矢野 かおり - 후쿠다 모에

부인복 매장 판매원. SML 시스터즈의 S.
- 타하라 리카 / 田原 梨香 - 리에

미키의 어시스턴트. 연속극에서는 상품부 어시스턴트 바이어.
- 후쿠다 / 福田 - 사사이 에이스케
- 점장 - 사토 지로
- 우에노 / 上野 - 구제 세이카
- 혼고 회장 / 本郷会長 - 니시오카 도쿠마 (특별 출연)

그 외 등장 인물
| - 후쿠바타 리에 (쿠와바타 오하라) - 하루노 - 요시모토 나호코 - 마치다 마리 - 야마노 우미 - 타카시마 히로유키 - 미즈키 - 모리 히토미 (키친파크) - 캇승 (체리☆파이) - 미호 (체리☆파이) - 미카 - 야스다 료코 | - 시오미 유카리 - 히구치 사야 - 사카모토 리온 - 이시오카 츠요시 - 오하시 테츠지 - MARILIA - DIANA TIMOFEEVA - DIANA KANDYBA - 아유미 - 윤 - 카메야마 에리코 |

### 제작진
- 각본 - 오시마 사토미
- 연출 - 시라키 케이치로 (칸사이 TV)
- 프로듀서 - 시게마츠 케이치로, 코데라 켄타 (이상 간사이 TV), 히라베 타카아키 (더 팜)
- 음악 - 노자키 료타 (Jazztronik)
- 주제가 - 사카즈메 미사코 / 여자마음 (オンナゴコロ)
- 제작 - 칸사이 TV 방송, 더 팜

## 연속극

### 등장 인물
- 아마노 키누에 역 - 카리나
- 진보 미키 - 구로키 히토미
- 야마우치 다쓰야 - 다카오카 소스케
- 다부치 유사쿠 - 니시지마 히데토시
- 하치야 히데아키 / 蜂矢 英明 - 코이즈미 코타로

셀렉트 샵 ‘GOLDY’ 바이어. 유사쿠의 라이벌.
- 사사키 료 - 가토 나쓰키
- 기무라 미즈호 - 노세 안나
- 하야시 요코 - 마노 유코
- 다무라 아야 - 에레나

미키의 제2 어시스턴트.
- 모리 나쓰코 - 미나미 아키나
- 아마노 마유 / 天野 まゆ - IMALU

키누에의 동생. 언니와는 대조적으로 멋부리기 좋아하는 여고생. 쇼핑을 하기 위해 도치기에서 상경한다. 디자이너 지망생.
- 호시노 사유리 - 구보타 마키
- 사카노 유카리 - 마에하라 에리
- 야노 카오리 - 후쿠다 모에
- 타하라 리카 - 리에
- ‘The Space’ 판매원 - Shihomi, 나카조노 유노, 코바야시 요, 후세 요, 무라세 아오이
- 시라카와 니콜라 부케 - 키카와다 마사야
- 상품부 바이어 - 타무라 아이, JOSI, 미야지마 토모히로, 카토 신스케, 히라타 카나에
- 오모 아츠시 / 大面 厚 - 사토 지로

이불매장 부장.
- 오자키 류 / 尾崎 隆 - 다나카 테츠시

에치젠야 경영전략부 치프 매니저.

### 각 화 게스트
- 야마모토 카요코 - 사카키바라 이쿠에(제1화)

브랜드점 판매원.
- 선술집 ‘난데모야키’ 점장 - 토다 마사히로 (제1, 4화)
- 히비야 시노부 - 스즈키 사와 (제2화)

핸드 메이드 브랜드 ‘베이게’ 디자이너.
- 히비야 마키 - 후지모토 시즈카 (제2화)

시노부의 동생.
- 쿠리타 - 오카다 코키 (제2화)

료의 전 상사.
- 미즈시마 토모코 - 카타하라 나기사 (제3화)

전통 스타킹 메이커 ‘비올라’ 전무이사.
- 혼고 회장 - 니시오카 토쿠마 (특별 출연, 제3화)
- 토베 이즈미 - 추바라 아키코 (제4화)

키누에의 동창생.
- 셀렉트 샵 ‘GOLDY’ 오너 - 나가무네 요시미치 (제4화)
- 야마우치 가즈요시 - 후쿠이 토모노부 (제4화)

타츠야의 아버지.
- 야마우치 유미 - 와시오 마치코 (제4화)

타츠야의 어머니.
- 야마우치 유이치 - 미우라 츠요시 (제4화)

타츠야의 형.
- 야마우치 쿄고 - 오우라 리미에 (제4화)

유이치의 아내, 타츠야의 형수.
- 호리 하루미 - 야마다 마이코 (제4, 5, 6화)

타츠야의 동창생.
- 카와하라 - 토야마 토시야 (제5화)
- 타츠야의 상사 - 쿠보조노 준이치 (제5화)
- 하나 - 오다카 안나 (제6, 7화)

마유의 친구.
- 코니시 마미 - 나카벳푸 아오이 (제6, 7화)

영캐주얼 ‘신데렐라 타운’ 계약사원.
- 하기노 - 츠네요시 리에 (제6, 7화)
- 상품부 바이어 - 하야시 타케시, 모리 다이스케 (제7화)
- 미야자와 유키노 - 오쿠누키 카오루 (제7, 8화)

유사쿠의 약혼자→전 약혼자
- 후타바 키미히코 - 나카무라 야스히 (제8화)

인기 니트 작가.
- 초등학교 4학년생 타부치 (회상) - 안자 이카즈야 (제8화)
- 백화점 합병 뉴스를 전하는 아나운서 - 야마모토 히로유키 (칸사이 TV 아나운서, 제8화)
- 타케우치 유조 - 다야마 료세이 (제9화)

신발공장 ‘타케우치’ 사장.
- 하치야 토시오 (회상) - 타니하라 쇼스케 (우정 출연, 제9, 10화)

히데아키의 아버지, 미키의 연인.
- 파트리스 키스 - Fredric (제10화)

SHIELA&KEITH 디자이너.
- 스티븐 알렌 - IAN MOORE (제10화)

SHIELA&KEITH 오너.
- 대니얼 미야자키 - 마스 타케시 (제10화)
- 이시다 타미코 - 타니무라 미츠키 (최종화)

### 제작진
- 각본 - 오시마 사토미
- 연출 - 시라키 케이치로 (칸사이 TV), 모토하시 케이타 (애즈버드)
- 책임 프로듀서 - 시게마츠 케이치로 (칸사이 TV)
- 프로듀서 - 사토 타쿠미 (칸사이 TV), 히라베 타카아키 (호리프로)
- 음악 - 노자키 료타 (Jazztronik)
- 주제가 - 사카즈미 미사코 / 분명 괜찮을 거야 (きっと大丈夫)
- 제작협력 - 호리프로덕션
- 제작·저작 - 칸사이 TV

### 방송일·부제·시청률
| 각 화                                                     | 방송일           | 부제 (원제)                     | 부제 (풀이)                         | 연출            | 시청률 |
| --------------------------------------------------------- | ---------------- | ------------------------------- | ----------------------------------- | --------------- | ------ |
| 제1화                                                     | 2009년 10월 13일 | ダサOLvs美人鬼部長              | 촌뜨기 OL vs 미녀 호랑이 상사       | 시라키 케이치로 | 9.8%   |
| 제2화                                                     | 2009년 10월 20일 | あなたダサいんです!             | 너 촌스러워!                        | 시라키 케이치로 | 10.0%  |
| 제3화                                                     | 2009년 10월 27일 | 悪魔部長に弟子入志願            | 악마 부장에게 제자 지원             | 시라키 케이치로 | 11.2%  |
| 제4화                                                     | 2009년 11월 3일  | 独りはイヤ! 結婚する            | 혼자는 싫어! 결혼하자               | 모토하시 케이타 | 12.5%  |
| 제5화                                                     | 2009년 11월 10일 | 誰と生きる? 結婚と涙            | 누구랑 살아? 결혼과 눈물            | 모토하시 케이타 | 10.6%  |
| 제6화                                                     | 2009년 11월 17일 | 恋の修羅場と新しい服            | 사랑의 수라장과 새 옷               | 시라키 케이치로 | 8.9%   |
| 제7화                                                     | 2009년 11월 24일 | 女のバトルと生きる道            | 여자 배틀과 살아가는 길             | 시라키 케이치로 | 9.9%   |
| 제8화                                                     | 2009년 12월 1일  | ニット王子獲得大作戦            | 니트왕자 획득 대작전                | 모토하시 케이타 | 9.8%   |
| 제9화                                                     | 2009년 12월 8일  | 生き別れた恋人との衝撃の過去!   | 생이별한 연인과의 충격적인 과거!    | 시라키 케이치로 | 9.3%   |
| 제10화                                                    | 2009년 12월 15일 | 崩壊の危機と裏切り 最後のバトル | 붕괴위험과 배신 마지막 배틀         | 모토하시 케이타 | 8.3%   |
| 최종화                                                    | 2009년 12월 22일 | クリスマスの奇跡! 服の魔法と涙  | 크리스마스의 기적! 옷의 마법과 눈물 | 시라키 케이치로 | 9.3%   |
| 평균 시청률 9.96% (시청률은 간토 지구 비디오 리서치 조사) |                  |                                 |                                     |                 |        |

### 오리지널 사운드 트랙
- Real Clothes ~Motion Pictures Sound Track / Jazztronik Collection (포니캐년)

### 프랑스 파리 로케이션지 (제1화)
- 샤를 드 골 광장 주변
- 라듀레 / 샹젤리제 본점
- Lanvin (랑방) / 본점
- LOUIS VUITTON / 샹젤리제 본점
- 갤러리 라 파예트 / 파리 본점
- 방돔광장
- 리옹역내에 있는 레스토랑 ‘le Train Bleu’
- 센강의 비르아켐 다리
- 노트르담 대성당이 있는 시테섬 남쪽 센강 건너편 언덕

## 같이 보기
- 리얼 클로즈 (만화) - 원작 만화

| 칸사이 TV·후지 TV 화요일 밤 10시 드라마          | 칸사이 TV·후지 TV 화요일 밤 10시 드라마 | 칸사이 TV·후지 TV 화요일 밤 10시 드라마 |
| 이전 작품                                        | 작품명                                  | 다음 작품                               |
| ------------------------------------------------ | --------------------------------------- | --------------------------------------- |
| 사랑해 악마~뱀파이어☆보이~ (2009.7.7 ~ 2009.9.8) | 리얼 클로즈 (2009.10.13 ~ 2009.12.22)   | 바른생활 사나이 (2010.1.12 ~ 2010.3.16) |